# Bürgstadt
Bürgstadt là một đô thị thuộc huyện Miltenberg bang Bayern nước Đức.